# Dendrocephalus spartaenovae
Dendrocephalus spartaenovae är en kräftdjursart som beskrevs av Ramón Margalef 1961. Dendrocephalus spartaenovae ingår i släktet Dendrocephalus och familjen Thamnocephalidae. Inga underarter finns listade i Catalogue of Life.